# Кулиев, Радик Небиевич
Радик Небиевич Кулиев (родился 10 июля 1992 года) — российско-белорусский борец греко-римского стиля, дагестанского происхождения. Этнический лезгин. Мастер спорта международного класса. Серебряный медалист Чемпионата мира по борьбе 2017 года, Чемпионата Европы по борьбе 2017 и 2021 годов в весовой категории до 80-82 кг. 
Бронзовый призёр Кубка Мира 2020 в весовой категории 82 кг.
Третий на чемпионате Европы U-23 в 2015 году. Победитель международного турнира «памяти Олега Караваева-2019» по греко-римской борьбе в в/к до 87 кг. Победитель чемпионата Беларуси-2020 по греко-римской борьбе в весовой категории до 87 кг одержал волевую победу 5:5 (по последнему действию) над Николаем Стадуб, вытащив схватку со счёта 0:5 .
На чемпионате Европы по борьбе 2021 года, который проходил в Варшаве, российский спортсмен в весовой категории до 82 кг, сумел завоевать серебряную медаль, уступив в финале Адлану Акиеву.